# Manuela Kempf
Manuela Kempf (* 23. Dezember 1964 in München) ist eine deutsche Filmeditorin.
Manuela Kempf war ab Anfang der 1990er Jahre als Schnitt-Assistentin tätig, danach wurde sie auch im Tonschnitt eingesetzt. Seit 2000 ist sie als eigenständige Filmeditorin aktiv und überwiegend bei Fernsehfilmen und Serien tätig. Seit 2004 gehört sie zu den Stamm-Editoren der Inga Lindström-Fernsehfilmreihe des ZDF.

## Filmografie (Auswahl)
- 2002: Tatort: Der dunkle Fleck
- 2002: Die Rosenheim-Cops (Fernsehserie, 7 Folgen)
- 2004: Polizeiruf 110: Mein letzter Wille
- seit 2004: Inga Lindström (Fernsehfilmreihe)
- 2005: Grenzverkehr
- 2007: Toni Goldwascher
- 2007–2010: Unsere Farm in Irland (Fernsehserie, 6 Folgen)
- 2011: Tom und Hacke
- 2012: Das Traumschiff: Bali
- 2015: Drunter & Brüder
- 2016: Ente Gut! Mädchen allein zu Haus
- 2016: Endstation Glück
- 2017: Hochzeit in Rom
- 2018: Beck is back! (Fernsehserie, 9 Folgen)
- 2019–2022: Watzmann ermittelt (Fernsehserie, 8 Folgen)
- 2021: Das Kindermädchen – Mission Kanada
- 2021: Das Kindermädchen – Mission Italien
- 2025: Ein Sommer in Italien